# Вебер, Ханс Герман
Ханс Герман Вебер (Hans Hermann Julius Wilhelm Weber; 17 июня 1896 г., Берлин, Германия — 12 июня 1974 г., Гейдельберг, Германия) — немецкий физиолог. Почётный член Леопольдины (1971, член с 1955).
В 1914—1918 годах проходил военную службу.
С 1927 по 1931 год преподаватель в Мюнстерском университете.
С 1954 года и до выхода на пенсию в 1966 году Вебер был директором Института медицинских исследований им. Макса Планка в Гейдельберге.
С 1967 по 1968 год председатель Gesellschaft Deutscher Naturforscher und Ärzte.
Член Американской академии искусств и наук (1958).
Удостоен Carus-Medaille Леопольдины (1955) и Verdienst-Medaille der Leopoldina (1966).